# Savas-Mépin
Savas-Mépin è un comune francese di 813 abitanti situato nel dipartimento dell'Isère della regione dell'Alvernia-Rodano-Alpi.

## Società

### Evoluzione demografica
Abitanti censiti
- Wikimedia Commons contiene immagini o altri file su Savas-Mépin